# 스티페 라피치
스티페 라피치(크로아티아어: Stipe Lapić, 1983년 1월 22일 ~)는 크로아티아의 축구 선수이다.

## 클럽 경력
라피치는 하이두크 스플리트의 유소년팀에 입단하면서 선수 경력을 시작하였다. 그 후 PSV 에인트호번에서 활동하다가 2003년 7월, 크로아티아의 디나모 자그레브로 이적하였다. 그 뒤로 러시아, 오스트리아, 몰도바를 거쳐 크로아티아의 슬라벤 벨루포에서 2009년 7월 28일 대한민국의 강원 FC에 입단하였다. 계약기간은 2011년 12월 31일까지였다.
등록명은 <라피치>이다
강원에 입단한 라피치는 2009 시즌, 좋은 모습을 보여주며 강원 수비의 핵으로 떠올랐다.
2011년 5월 23일 강원에서 방출당하였다.
현재 라피치는 중국2부리그의 조선족축구단 연변백두호랑이팀에 입단하였다

## 국가대표 경력
또한 라피치는 크로아티아의 연령별 대표팀을 단계적으로 밟으며 엘리트 코스를 밟아왔다.

## 클럽 통계
2009년 11월 1일 기준
| 클럽       | 클럽              | 클럽                  | 리그 | 리그                                              | 컵            | 컵            | 리그컵                | 리그컵                | 대륙   | 대륙   | 총계 | 총계 |
| 시즌       | 클럽              | 리그                  | 출장 | 득점                                              | 출장          | 득점          | 출장                  | 득점                  | 출장   | 득점   | 출장 | 득점 |
| 크로아티아 | 크로아티아        | 크로아티아            | 리그 | 리그                                              | 크로아티아 컵 | 크로아티아 컵 | 리그컵                | 리그컵                | 유럽   | 유럽   | 합계 | 합계 |
| ---------- | ----------------- | --------------------- | ---- | ------------------------------------------------- | ------------- | ------------- | --------------------- | --------------------- | ------ | ------ | ---- | ---- |
| 2003-04    | 디나모 자그레브   | 크로아티아 1.HNL      | 0    | 0                                                 |               |               | -                     | -                     | 0      | 0      |      |      |
| 러시아     | 러시아            | 러시아                | 리그 | 리그                                              | 러시아 컵     | 러시아 컵     | 러시아 프리미어리그컵 | 러시아 프리미어리그컵 | 유럽   | 유럽   | 합계 | 합계 |
| 2004       | 쿠반 크라스노다르 | 러시아 프리미어리그   | 0    | 0                                                 |               |               | -                     | -                     | -      | -      |      |      |
| 오스트리아 | 오스트리아        | 오스트리아            | 리그 | 리그                                              | 오스트리아 컵 | 오스트리아 컵 | 리그컵                | 리그컵                | 유럽   | 유럽   | 합계 | 합계 |
| 2004-05    | SV 파싱           | 오스트리아 분데스리가 | 2    | 0                                                 |               |               | -                     | -                     | 0      | 0      |      |      |
| 몰도바     | 몰도바            | 몰도바                | 리그 | 리그                                              | 몰도바 컵     | 몰도바 컵     | 리그컵                | 리그컵                | 유럽   | 유럽   | 합계 | 합계 |
| 2005-06    | 짐브루 키시너우   | 디비지아 나치오날러   | 11   | 0                                                 |               |               | -                     | -                     | -      | -      |      |      |
| 2006-07    | 짐브루 키시너우   | 디비지아 나치오날러   | 21   | 0                                                 |               |               | -                     | -                     | 4      | 0      |      |      |
| 크로아티아 | 크로아티아        | 크로아티아            | 리그 | 리그                                              | 크로아티아 컵 | 크로아티아 컵 | 리그컵                | 리그컵                | 유럽   | 유럽   | 합계 | 합계 |
| 2007-08    | HNK 지베니크      | 크로아티아 1.HNL      | 26   | 1                                                 | 2             | 0             | -                     | -                     | -      | -      | 28   | 1    |
| 2008-09    | 슬라벤 벨루포     | 크로아티아 1.HNL      | 18   | 1                                                 | 2             | 0             | -                     | -                     | 4      | 0      | 24   | 1    |
| 2009-10    | 슬라벤 벨루포     | 크로아티아 1.HNL      | 0    | 0                                                 | 0             | 0             | -                     | -                     | 2      | 0      | 2    | 0    |
| 대한민국   | 대한민국          | 대한민국              | 리그 | 리그                                              | 대한민국 FA컵 | 대한민국 FA컵 | 리그컵                | 리그컵                | 아시아 | 아시아 | 합계 | 합계 |
| 2009       | 강원 FC           | K-리그                | 11   | 2                                                 | 0             | 0             | 0                     | 0                     | -      | -      | 11   | 2    |
| 합계       | 크로아티아        | 크로아티아            | 44   | 2\|\|\|\|\|\|colspan=2\|-\|\|6\|\|0\|\|\|\|       |               |               |                       |                       |        |        |      |      |
| 합계       | 러시아            | 러시아                | 0    | 0\|\|\|\|\|\|colspan=2\|-\|\|colspan=2\|-\|\|\|\| |               |               |                       |                       |        |        |      |      |
| 합계       | 오스트리아        | 오스트리아            | 2    | 0\|\|\|\|\|\|colspan=2\|-\|\|0\|\|0\|\|\|\|       |               |               |                       |                       |        |        |      |      |
| 합계       | 몰도바            | 몰도바                | 32   | 0\|\|\|\|\|\|colspan=2\|-\|\|4\|\|0\|\|\|\|       |               |               |                       |                       |        |        |      |      |
| 합계       | 대한민국          | 대한민국              | 11   | 2                                                 | 0             | 0             | 0                     | 0                     | -      | -      | 11   | 2    |
| 총 계      | 총 계             | 총 계                 | 89   | 4\|\|\|\|\|\|0\|\|0\|\|10\|\|0\|\|\|\|            |               |               |                       |                       |        |        |      |      |

## 수상

### 팀
짐브루 키시너우
- 몰도바 디비지아 나치오날러 준우승 2회 (2005-06, 2006-07)
- 몰도바 컵 우승 1회 (2006-07)